# بيرنيس ليه بولوجن
بيرنيس ليه بولوجن (بالفرنسية: Pernes-lès-Boulogne)‏ هي بلدية تقع في إقليم باد كاليه من منطقة نور با دو كاليه في شمال فرنسا. تبلغ مساحة هذه المدينة 7.76 (كم²)، وترتفع عن سطح البحر 23 م، يبلغ عدد سكانها 473 نسمة حسب إحصاء المعهد الوطني للإحصاء والدراسات الاقتصادية سنة 2009 م. وترأس Jacques Berteloot البلدية خلال فترة (2008-2014).